# Zosterops atricapilla
Zosterops atricapilla е вид птица от семейство Zosteropidae.

## Разпространение
Видът е разпространен в Индонезия и Малайзия.